# Fyi (États-Unis)
Pour les articles homonymes, voir FYI.

Logo de Biography Channel (2007-2014)

FYI est une chaîne de télévision américaine spécialisée appartenant à A&E Networks. Elle diffuse des émissions de style de vie, dont des téléréalités, émissions culinaires, de rénovation et de mise à neuf.

## Histoire
La chaîne a été lancé le 16 novembre 1998 sous le nom The Biography Channel, basé sur la série Biography diffusée sur la chaîne A&E. Jusqu'en 2007, la chaîne diffusait aussi des séries non-biographiques telles que Arabesque (Murder, She Wrote) et Sherlock Holmes.
Elle possédait des déclinaisons dans plusieurs pays, dont l'Australie, Canada, Asie du Sud, Israël, Italie, Allemagne et l'Amérique latine, qui sont toujours en opération.
Le 11 décembre 2013, A&E Network annonce que la chaîne Bio changera de nom pour Fyi et deviendra une chaîne de style de vie. La présidente de Bio et LMN, avant d'être embauchée par A&E, est une personne clé de la transformation de la chaîne TLC d'un format éducationnel en style de vie. La chaîne a changé de nom de 7 juillet 2014. Elle lance l'émission Married at First Sight (en) (Mariés au premier coup d'œil) qui propose aux participants de se marier selon leurs critères psycho-sociaux,.
En avril 2016, la chaîne décide d'arrêter l'émission Kocktails with Khloé (en) présentée par Khloé Kardashian après 3 mois d'antenne.

## Canada
Au Canada, FYI est une chaîne spécialisée de catégorie A appartenant à Corus Entertainment.

## Programmation originale
- Married at First Sight (en) (2014–2016, puis Lifetime)
- Tiny House Nation (en) (2014–2017, puis A&E)
- Tiny House Hunting (en) (2014–2017)
- Man vs. Child: Chef Showdown (en) (2015–2016)
- Black Love (en) (2015–2016)
- Tiny House World (en) (2015)
- Kocktails with Khloé (en) (2016)
- Sell This House (en) (2020–2022)